# Ашанин, Александр Данилович
Алекса́ндр Дани́лович Аша́нин (23 июля 1921; деревня Кольцовка, Чувашская АО — 2 августа 1994; там же) — бригадир полеводческой бригады колхоза имени И. В. Сталина (Вурнарский район, Чувашская АССР), Герой Социалистического Труда (1948). Брат Героя Социалистического Труда Василия Даниловича Ашанина.

## Биография
Родился 23 июля 1921 года в деревне Кольцовка Тойсинской волости Ядринского уезда Чувашской автономной области. Окончил 7 классов школы.
Участник Великой Отечественной войны.
Работал бригадиром полеводческой и животноводческой бригад в колхозе имени И. В. Сталина (с 1961 года — имени В. И. Ленина) Вурнарского района Чувашской АССР.
За получение высоких урожаев пшеницы и ржи Указом Президиума Верховного Совета СССР от 19 марта 1948 года Ашанину Александру Даниловичу присвоено звание Героя Социалистического Труда с вручением ордена Ленина и золотой медали «Серп и Молот».
Жил в деревне Кольцовка Вурнарского района (Чувашия). Умер 2 августа 1994 года. Похоронен в Чебоксарах.

## Награды
- Герой Социалистического Труда (19.03.1948)
- 4 ордена Ленина (19.03.1948; 13.07.1950; 04.07.1951; 04.08.1952)
- орден Отечественной войны 2-й степени (11.03.1985)
- орден Трудового Красного Знамени (08.04.1971)
- медали